# Eufrosine

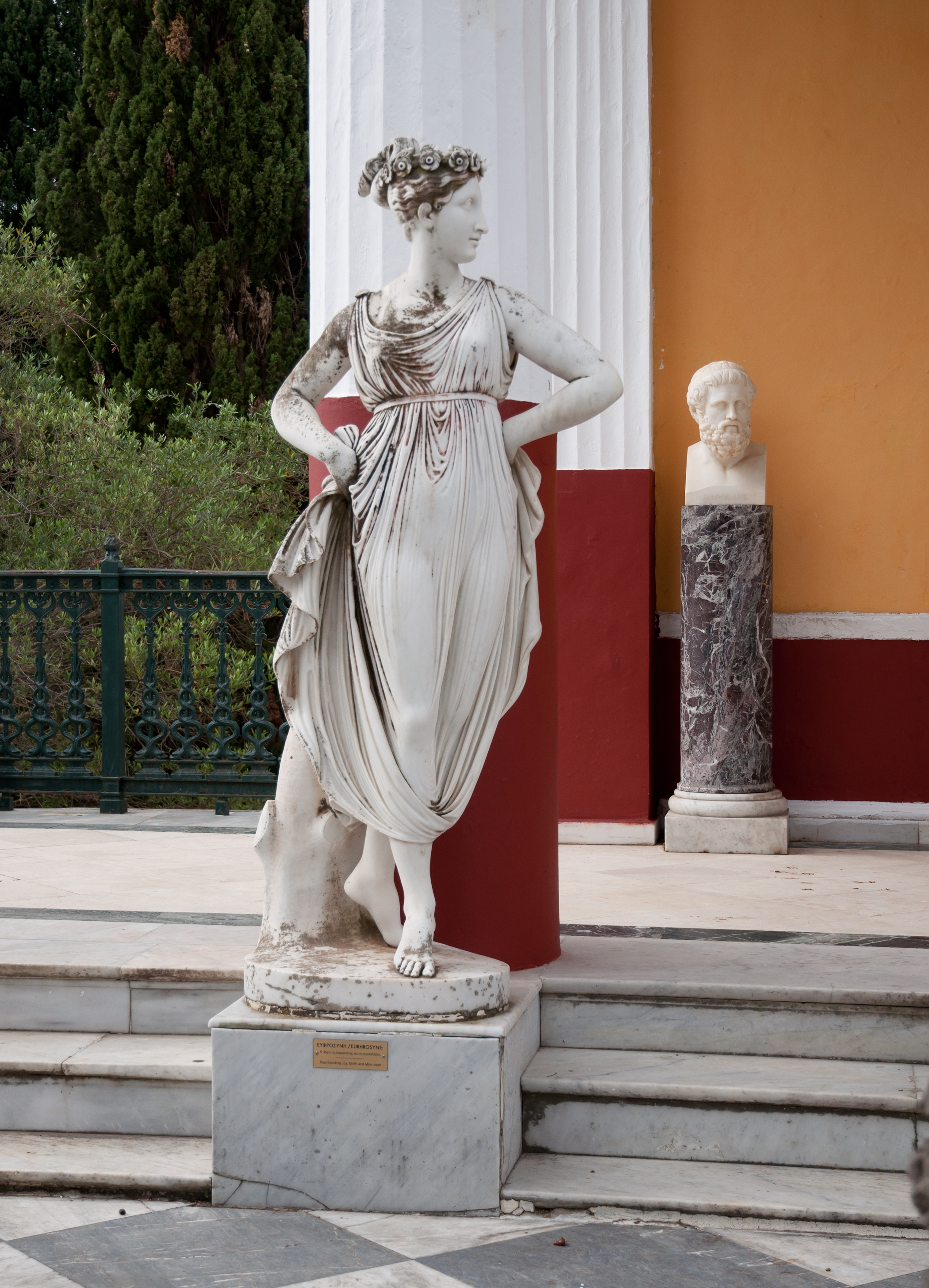
Statua di Eufrosine

Eufròsine (dal greco "gioia e letizia" o "serena letizia"; in greco antico: Εὐφροσύνη?,  Euphrosýnē) è una figura della mitologia greca e viene definita dea della castità.

## Mitologia
È una delle tre Grazie (mitologia), o Cariti.
Come Aglaia e Talia era figlia di Zeus e della ninfa Eurinome.
In quanto musa, è citata da Ugo Foscolo ne Le Grazie, Inno terzo, Pallade: "E a me un avviso /  Eufrosine, cantando / Porge, un avviso che da Febo un giorno / Sotto le palme di Cirene apprese ...".
Viene inoltre rappresentata nella Primavera di Sandro Botticelli insieme alle altre due Grazie e a Venere